# William II của Anh
William II của Anh (tiếng Norman cổ: Williame) (khoảng 1056 - 2 tháng 8 năm 1100), người con thứ ba của "William Nhà chinh phạt", là vua nước Anh từ 1087 tới 1100. Ông là vị vua nắm quyền lực vùng Normandie và có nhiều ảnh hưởng ở Scotland. Dù vậy, William II không mấy thành công trong việc bành trướng quyền kiểm soát ở xứ Wales. William II thường được gọi là "Rufus", tên gọi này xuất phát từ khuôn mặt luôn đỏ rực của ông.
Mặc dù là một chiến binh xuất chúng nhưng William II lại là một người cai trị tàn nhẫn và không mấy khi được lòng dân; theo như cuốn Anglo-Saxon Chronicle (Biên niên sử Anglo-Saxon), ông "bị ghét bởi hầu hết mọi người". Các nhà ghi chép biên niên sử thời đó cũng chỉ có những cái nhìn rất mơ hồ về Rufus, chỉ yếu là vì thời đó rất nhiều tri thức đều là người của nhà thờ, nơi mà luôn đấu tranh chống lại Rufus bền bỉ và lâu dài, thêm vào đó là trong truyền thống Normandie, William Rufus coi rẻ người Anh và văn hoá của họ.
Bản thân William thì có vẻ là một nhân vật khoa trương và triều đại của ông được biết đến với sự hiếu chiến. Ông không bao giờ kết hôn và cũng không có người con ngoại hôn nào; một trong những nhân vật lấy được lòng của William là Ranulf Flambard, người được phong là Giám mục xứ Durham (Bishop of Durham) năm 1099. Vào thời của mình và cả sau khi qua đời, William vẫn bị lên án khắp nơi vì vô số mối quan hệ đồng tính luyến ái của ông.
Cái chết của William vẫn là một nghi vấn cho tới ngày nay sau khi nhà vua trúng tên trong một cuộc đi săn. Nhiều sử gia đã cho rằng cái chết của William không phải do một tai nạn mà ông đã bị sát hại. Sau khi William qua đời, người em trai Henry nhanh chóng kế vị và trở thành vua Henry I.
Nói về William, sử gia Frank Barlow nhận xét rằng William là một người chiến binh tàn nhẫn, máu lạnh, cũng như ít khi biểu hiện đức tin và những phẩm hạnh đạo đức. Tuy vậy, William lại là một nhà cai trị thông thái và là một chiến tướng bách thắng. Chính vì thế, dù vẫn đưa ra những chỉ trích về tính cách của William, sử gia Barlow vẫn viết về William như một người hào hiệp và có nhiều chiến công, người đã mang trật tự và hòa bình đến cho nước Anh và đất Normandie.

## Thời thơ ấu
Ngày sinh của William II không được ghi chép chính xác, tuy nhiên năm sinh phỏng đoán của ông nằm trong khoảng từ 1056 đến 1060, là người con trai thứ ba trong bốn người con trai của vua William I của Anh và hoàng hậu Matilda xứ Flanders. Những người anh trai của ông lần lượt là Robert, Richard và người em trai Henry. Sau khi William I qua đời năm 1087, William II trở thành nhà vua mới của nước Anh trong khi đất Normandie được thừa kế bởi người anh trai Robert. Richard không may qua đời khi đang đi săn ở New Forest năm 1075.

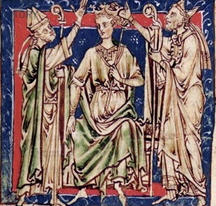
Lễ đăng quang của William Rufus.

William II cũng có 5 hoặc 6 người chị em gái, 4 trong số đó được biết danh tính đích xác, nhưng Adeliza và Matilda thì vẫn chưa được xác định:
- Adela, kết hôn với Bá tước xứ Blois.
- Cecily, sau này trở thành một nữ tu.
- Agatha, qua đời khi chưa kết hôn.
- Constance, kết hôn với Công tước xứ Bretagne.

Mối quan hệ của William với những người anh em của mình không thật sự hòa hợp. Orderic Vitalis còn thuật lại một câu chuyện chứng minh cho điều này. Khoảng 1077-1078, William cùng người em Henry đã bày trò đổ một thùng phân lên người anh trai Robert từ trên cao khiến cho Robert vô cùng tức giận và cảm thấy bị xúc phạm. Sự việc này khiến cho vua cha William I phải đứng ra phân xử.

## Giữa nước Anh và nước Pháp

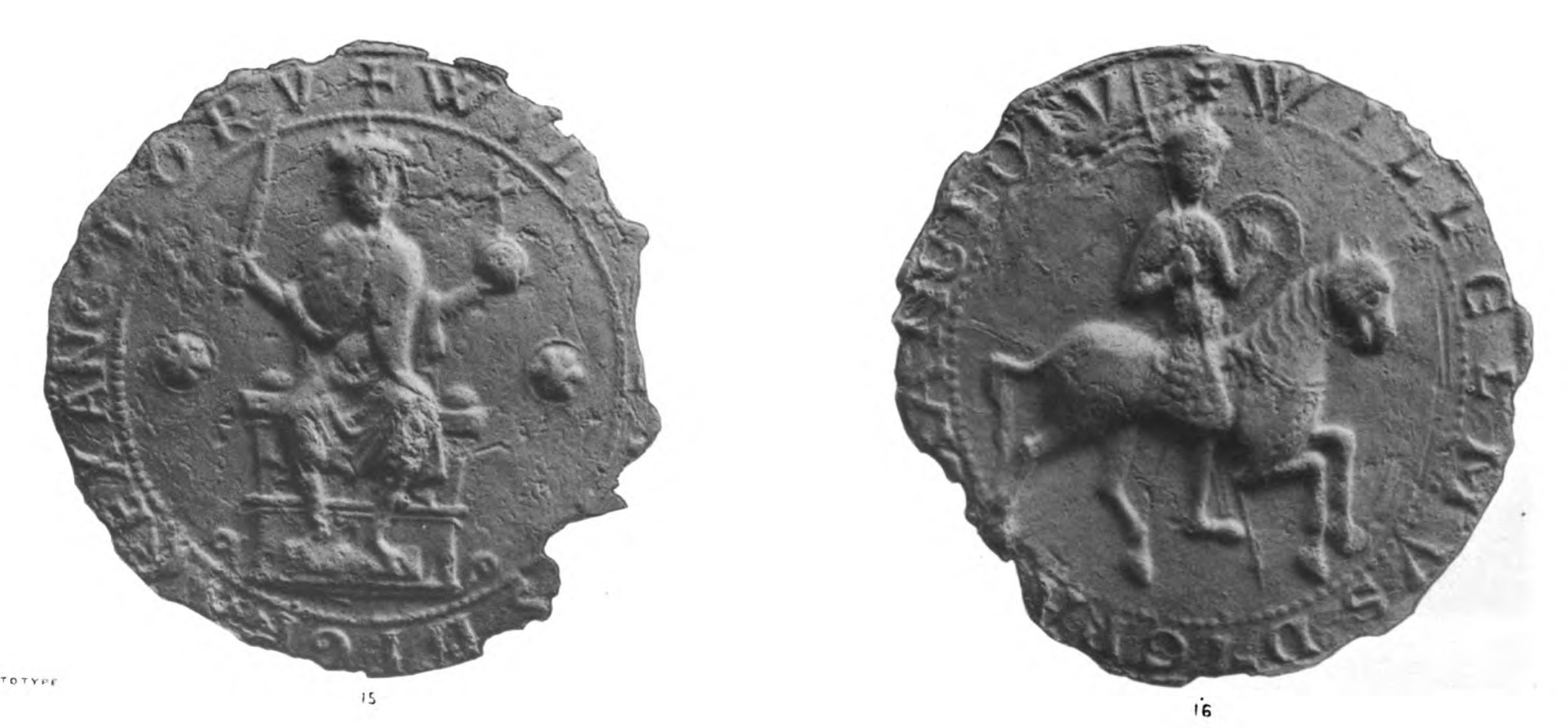
Đại huy Vương quyền của William.

Sự phân chia đất nước thành hai phần thừa kế sau cái chết của William I đã khiến cho những lãnh chúa mà đất phong của họ nằm giữa lãnh địa của William II và người anh trai Robert - công tước Normandie cảm thấy khó xử khi mà đứng giữa sự thù địch của hai anh em nhà William, họ khó lòng có thể làm hài lòng cho cả hai và lo sợ sẽ bị một trong hai người tấn công. Do sự lo sợ đó, họ quyết định hành động để đưa đất nước thống nhất dưới một nhà cai trị duy nhất. Vụ nổi loạn năm 1088 nổ ra chống lại William dưới sự lãnh đạo của viên giám mục đầy quyền lực và là anh em cùng cha khác mẹ với William I - Odo xứ Bayeux. Robert, trong khi đó lại không kịp có mặt trên đất Anh để thu hút sự ủng hộ của phe cánh của mình, cho nên William II đã có đủ thời gian để mua chuộc nhân tâm bằng tiền bạc cũng như lời hứa hẹn sẽ cai trị tốt hơn. Sau cùng William II đã đánh bại hoàn toàn cuộc nổi dậy. Đến năm 1091, William II đưa quân đánh xứ Normandie, khuất phục lực lượng của Robert và bắt Robert phải cắt cho mình một phần lãnh thổ. Tuy vậy, cả hai nhanh chóng bỏ qua những nỗi bất hòa và William II đã lên kế hoạch giúp sức cho Robert giành lại những vùng lãnh thổ đã mất cho nước Pháp, chủ yếu là Maine. Kế hoạch này đã không được thực hiện, nhưng William II tiếp tục duy trì một thái độ hiếu chiến đối với những vùng lãnh thổ của Pháp đến cuối thời cai trị của mình.
Đương thời, William II đã trở thành vị quân vương quyền lực nhất châu Âu, che mờ tầm ảnh hưởng của các hoàng đế dòng họ Salian tộc Đức. Về tôn giáo, nhà vua không chịu nhiều sự khống chế của Đức Giáo hoàng từ Tòa thánh La Mã. Các giám mục và chức sắc tôn giáo trong nước đều được sắc phong và chịu sự ràng buộc phong kiến với nhà vua. Trong khi đó, tại châu Âu, những quân vương khác có ý định thoát khỏi ảnh hưởng của Tòa thánh thì dễ dàng bị rút phép thông công như trường hợp của hoàng đế La Mã Thần thánh Heinrich IV. Quyền lực và luật pháp của vua Anh bấy giờ là rất lớn, khiến cho William II trở nên tương đối độc lập với Giáo hoàng. Tuy vậy, năm 1097, William II cho khởi công xây dựng Cung điện Westminster để biểu dương quyền lực của mình. Tòa cung điện được hoàn thành năm 1099 và trở thành cung điện lớn nhất châu Âu thời đó.

## Quan hệ với giáo hội và đức tin

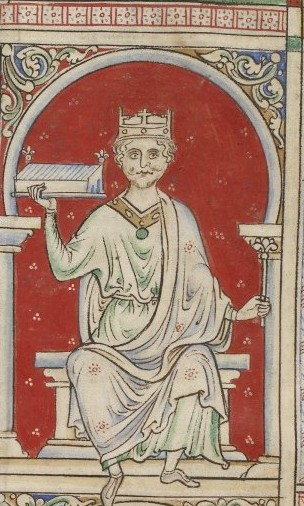
Chân dung William trong cuốn Historia Anglorum của Matthew Paris, khoảng năm 1253.

Tổng Giám mục Canterbury dưới thời vua cha William I là Lanfranc qua đời năm 1087, hai năm sau khi nhà vua lên ngôi nhưng William II lại trì hoãn việc bổ nhiệm một vị Tổng Giám mục mới và tạm thời chiếm đoạt những nguồn thu của giáo hội. Đến năm 1093, nhà vua trong một cơn bạo bệnh đã vội vàng bổ nhiệm triết gia nổi tiếng nhất thời đó, Anselm vào chức vụ Tổng Giám mục Canterbury. Sự bổ nhiệm này tạo nên một mối bất hòa lâu dài giữa vương quyền và giáo hội. Trên cương vị Tổng Giám mục, Anselm tỏ ra là một người ủng hộ mạnh mẽ cho những cuộc cải cách tôn giáo của Giáo hoàng Gregory VII hơn là người tiền nhiệm Lanfranc.
Mối quan hệ của William II và Anselm nhìn chung là không tốt, bất đồng trong rất nhiều những vấn đề của giáo hội, đến nỗi nhà vua từng nói về Anselm rằng "Ngày hôm qua ta thù ghét hắn ta, ngày hôm nay ta thù ghét hắn ta hơn và hắn ta có thể chắc chắn rằng từ nay về sau ta sẽ còn thù ghét hắn dữ dội và cay đắng hơn nữa." Hàng giáo sĩ Anh, vốn ủng hộ nhà vua hơn do nhận được nhiều lợi ích thiết thân, đã không ủng hộ những chính sách của Anselm. Năm 1095, William II triệu tập một hội đồng tại Rockingham để hòng ép buộc Anselm làm việc theo ý mình, tuy nhiên, Tổng Giám mục vẫn không bị lay chuyển, do đó, Anselm bị lưu đày vào tháng 10 năm 1097. Sự việc này đến tai của tân Giáo hoàng Urban II, vốn là người linh họa và có đường lối mềm dẻo hơn trong ngoại giao. Urban II vốn đang xung đột gay gắt với hoàng đế La Mã Thần thánh Heinrich IV về vấn đề tôn giáo, không muốn có thêm một rắc rối, cho nên đã quyết định kí với William II một hòa ước. Theo hòa ước vừa kí, William II thừa nhận địa vị giáo hoàng của Urban II và ngược lại giáo hoàng sẽ phê chuẩn cho giáo hội Anglo-Norman của nước Anh được giữ nguyên như cũ. Anselm vẫn tiếp tục bị đi đày và những nguồn thu của Tổng Giám mục Canterbury tiếp tục chảy vào túi của nhà vua cho đến cuối thời cai trị của William II.
Sự xung đột này có thể được xem là dấu hiệu của sự thiếu ổn định trong chính trị nước Anh thời trung cổ, mà điển hình là vụ ám sát Thomas Becket dưới triều đại vua Henry II nhà Plantagenet sau này, cũng như những chính sách của vua Henry VIII hàng thế kỉ sau, chứ không phải chỉ là khiếm khuyết riêng của triều đại William II. Tuy vậy, những chức sắc tôn giáo đương thời lại không hề dính dáng đến chính trị. Khi Tổng Giám mục Lanfranc báo cáo với vua William I rằng ông ta đã bỏ tù giám mục nổi loạn Odo xứ Bayeux, nhà vua đã sửng sốt nói rằng "Sao! Ông ta là một giáo sĩ cơ mà?" Lanfranc vặn lại nhà vua "Bệ hạ không bắt giữ giám mục xứ Bayeux, mà đã bắt giữ Bá tước xứ Kent" (trên thực tế, Odo nắm giữ cả hai tước vị này).
Ngoài ra, tuy William II thường bị người đương thời chỉ trích về những hành vi của mình, nhà vua vẫn được ca ngợi vì đã thành lập nên Tu viện Bermondsey. Việc này đã chứng tỏ rằng nhà vua cũng có những đức tin tôn giáo của riêng mình, chứ không phải một ông vua ác cảm với tôn giáo.

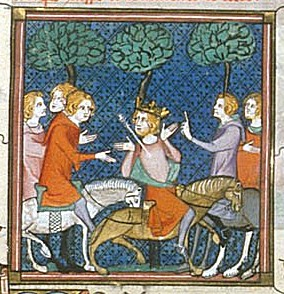
Tranh minh họa cảnh William Rufus chết trong khi săn bắn trong cuốn Grandes Chroniques de France (Đại biên niên sử Pháp) khoảng thế kỷ 13.

## Qua đời
William đã qua đời do bị một mũi tên xuyên qua phổi, khi đang đi săn bắn trong rừng New Forest, có thể là gần Brockenhurst ngày nay vào ngày 2 tháng 8 năm 1100. Cái chết của nhà vua đến nay vẫn là một nghi án trong lịch sử. Ghi chép sớm nhất còn lại về vụ việc này là ở trong cuốn Biên niên sử Anglo-Saxon, chép rằng "nhà vua bị bắn bởi chính một kẻ hầu cận của mình". Càng về sau, nhiều chi tiết mới, cả sự thật lẫn bịa đặt, đã được thêu dệt thêm về cái chết của William II. Một nhà quý tộc tên Walter Tirel được cho rằng đã giết vua. Địa điểm chính xác mà nhà vua bị giết được đề cập sớm nhất bởi John Leland vào năm 1530, theo đó William II bị bắn tại Thorougham. Cái tên này ngày nay đã không còn được sử dụng nữa, nhưng ngày nay có thể nằm ở Park Farm thuộc lãnh địa Beaulieu.
Xác của nhà vua bị bỏ lại và sau đó được phát hiện bởi một người nông dân. Em trai của nhà vua, Henry, vội vàng trở về Winchester để kiểm soát kho báu hoàng gia, rồi sau đó nhanh chóng tới London để trở thành nhà vua mới ngay trước cả khi vị Tổng Giám mục có thể đến để gia miện. Sử gia William xứ Malmesbury cho rằng thi thể của William II đã được người ta đưa tới Nhà thờ Winchester.